# Alexandra Burghardt
Alexandra Burghardt, née le 28 avril 1994 à Mühldorf am Inn, est une athlète allemande, spécialiste des épreuves de sprint. Depuis octobre 2021, elle s'essaie au bobsleigh, pour lequel elle se qualifie in-extremis pour les Jeux olympiques d'hiver de 2022.

## Biographie
Handicapée par des blessures successives depuis 2016, elle connaît la rédemption en 2021. Pour sa première sortie estivale à Mannheim, elle améliore son record personnel (11 s 32) par deux fois, en courant en 11 s 31 et 11 s 29. Puis, à chaque course sur laquelle elle est alignée, elle continue de progresser : 11 s 25 à Weinheim, puis 11 s 14 aux championnats d'Allemagne à Brunswick qu'elle remporte et où elle réalise les minima pour les Jeux olympiques de Tokyo. À Bulle, le 10 juillet, pour sa dernière course avant les Jeux, elle améliore son record en 11 s 13, puis en 11 s 01 (+ 1,8 m/s).
Elle participe aux Jeux olympiques d'été de 2020 à Tokyo, où elle atteint les demi-finales du 100 m en 11 s 07, après avoir remporté sa série (11 s 08) et termine 5e en finale du relais 4 x 100 m (42 s 12).
Le 26 décembre 2021, elle est sélectionnée pour les Jeux olympiques d'hiver de 2022 à Pékin, en bobsleigh à deux, avec la championne olympique Mariama Jamanka.
Lors des championnats du monde 2022, à Eugene, elle remporte la médaille de bronze relais 4 × 100 m, devancée par les Etats-Unis et la Jamaïque.
Un mois plus tard, le 21 août 2022, sur le relais 4 × 100 m des championnats d'Europe à Munich, elle conquiert avec ses compatriotes Lisa Mayer, Gina Lückenkemper et Rebekka Haase le titre européen en 42 s 36.

## Palmarès
| Date | Compétition                       | Lieu              | Résultat | Épreuve     | Temps   |
| ---- | --------------------------------- | ----------------- | -------- | ----------- | ------- |
| 2011 | Championnats du monde cadets      | Villeneuve-d'Ascq | 4e       | 100 m haies | 13 s 42 |
| 2011 | Championnats d'Europe juniors     | Tallinn           | 1re      | 4 × 100 m   | 43 s 42 |
| 2014 | Championnats du monde juniors     | Eugene            | 3e       | 4 × 100 m   | 44 s 65 |
| 2012 | Championnats du monde juniors     | Barcelone         | 2e       | 4 × 100 m   | 44 s 24 |
| 2015 | Championnats d'Europe espoirs     | Tallinn           | 2e       | 100 m       | 11 s 54 |
| 2015 | Championnats d'Europe espoirs     | Tallinn           | 1re      | 4 × 100 m   | 43 s 47 |
| 2015 | Championnats du monde             | Pékin             | 5e       | 4 × 100 m   | 42 s 64 |
| 2017 | Championnats d'Europe en salle    | Belgrade          | 5e       | 60 m        | 7 s 19  |
| 2017 | Relais mondiaux de l'IAAF         | Nassau            | 1re      | 4 x 100 m   | 42 s 84 |
| 2017 | Championnats d'Europe par équipes | Lille             | 1re      | 4 x 100 m   | 42 s 47 |
| 2019 | Relais mondiaux de l'IAAF         | Yokohama          | 3e       | 4 x 100 m   | 43 s 68 |
| 2022 | Championnats du monde             | Eugene            | 3e       | 4 x 100 m   | 42 s 03 |
| 2022 | Championnats d'Europe             | Munich            | 8e       | 200 m       | 23 s 24 |
| 2022 | Championnats d'Europe             | Munich            | 1re      | 4 x 100 m   | 42 s 34 |
| 2023 | Championnats d'Europe en salle    | Istanbul          | 7e       | 60 m        | 7 s 24  |
| 2024 | Jeux olympiques                   | Paris             | 3e       | 4 x 100 m   | 41 s 97 |

## Records
| Épreuve | Temps   | Lieu  | Date            |
| ------- | ------- | ----- | --------------- |
| 100 m   | 11 s 01 | Bulle | 10 juillet 2021 |